# Liste der Municipios im Departamento de Bolívar
Das Departamento de Bolívar besteht aus 46 Municipios. Diese untergliedern sich in eine Kernstadt (Cabecera Municipal) und das Umland (Resto Rural). Das Umland wiederum wird weiter unterteilt in sogenannte Polizeiinspektionen (Inspecciónes de Policía Municipal), kleinere Ämter (Corregimientos), Siedlungszentren (Centros Poblados) und Gehöfte (Caseríos). Im Folgenden verzeichnet sind alle Municipios mit ihren Einwohnerzahlen aus der Volkszählung des kolumbianischen Statistikamtes DANE aus dem Jahr 2018, hochgerechnet für das Jahr 2022.
| Municipio             | Einwohnerzahl 2022 |
| --------------------- | ------------------ |
| Achí                  | 25.531             |
| Altos del Rosario     | 11.881             |
| Arenal del Sur        | 7.974              |
| Arjona                | 75.615             |
| Arroyohondo           | 8.933              |
| Barranco de Loba      | 15.566             |
| Calamar               | 23.683             |
| Cantagallo            | 8.918              |
| Cartagena             | 1.055.035          |
| Cicuco                | 14.668             |
| Córdoba               | 16.892             |
| Clemencia             | 15.848             |
| El Carmen de Bolívar  | 74.436             |
| El Guamo              | 9.212              |
| El Peñón              | 8.281              |
| Hatillo de Loba       | 13.345             |
| Magangué              | 143.710            |
| Mahates               | 30.105             |
| Margarita             | 11.392             |
| María La Baja         | 49.686             |
| Montecristo           | 18.054             |
| Mompós                | 47.585             |
| Morales               | 23.940             |
| Norosí                | 10.207             |
| Pinillos              | 25.333             |
| Regidor               | 7.412              |
| Río Viejo             | 11.008             |
| San Cristóbal         | 8.788              |
| San Estanislao        | 19.613             |
| San Fernando          | 13.355             |
| San Jacinto           | 25.175             |
| San Jacinto del Cauca | 10.915             |
| San Juan Nepomuceno   | 39.506             |
| San Martín de Loba    | 15.275             |
| San Pablo             | 29.476             |
| Santa Catalina        | 15.327             |
| Santa Rosa            | 22.982             |
| Santa Rosa del Sur    | 35.452             |
| Simití                | 19.632             |
| Soplaviento           | 11.114             |
| Talaigua Nuevo        | 13.515             |
| Tiquisio              | 19.521             |
| Turbaco               | 116.340            |
| Turbaná               | 17.857             |
| Villanueva            | 25.876             |
| Zambrano              | 12.634             |